# Tyresö HF
Tyresö HF (HF = Handbollförening, deutsch: Handballverein) ist ein schwedischer Handballverein aus Tyresö.
Heimspielstätte des 1970 gegründeten Vereins ist die Nybodahallen.
Die erste Damen-Mannschaft des Vereins war in den Jahren 1987, 1988 und 1989 schwedischer Meister. In der Spielzeit 2009/10 spielte die Damen-Mannschaft in der Division 1, Schwedens zweithöchster Spielklasse, und stieg anschließend in die Elitserien auf. In der darauffolgenden Saison gelang es Tyresö jedoch nicht, die Spielklasse zu halten. Die Herren-Mannschaft spielt ebenfalls in der Division 1, die bei den Herren die dritthöchste Liga darstellt.
Am 11. November 2011 vereinte sich Tyresö HF mit den Vereinen Tyresö IF und HK Tyrold zu Tyresö Handboll.